# 1621 w muzyce
Wydarzenia muzyczne w 1621 roku.

## Urodzili się
- 16 marca – Georg Neumark, niemiecki kompozytor (zm. 1681)

Data dzienna nieznana
- Andreas Fromm, niemiecki kompozytor (zm. 1683)

## Zmarli
- 15 lutego – Michael Praetorius, niemiecki kompozytor i organista (ur. 1571)
- 28 marca – Ottavio Rinuccini, florencki librecista (ur. 1562)
- 16 października – Jan Pieterszoon Sweelinck, niderlandzki kompozytor i organista (ur. 1562)
- 30 listopada – Francesco Rasi, włoski kompozytor i śpiewak (tenor), muzyk grający na chitarrone i klawesynie (ur. 1574)